# Johannes Schmoelling
Johannes Schmoelling, también Johannes Schmölling, (9 de noviembre de 1950 en Lohne, Alemania) es un músico, compositor y tecladista alemán. 
Licenciado en ingeniería de sonido es conocido por formar parte del prolífico grupo de música electrónica Tangerine Dream entre 1979 y 1985 donde participó en algunos de los discos más reseñables de su trayectoria como Tangram o White Eagle. Posteriormente emprendió una carrera en solitario, en la que ha compuesto varios álbumes de estilo electrónico y ambiental y también bandas sonoras para cine y televisión.
En 2000 fundó su propio sello discográfico, Viktoriapark Records, a través del que comercializa sus grabaciones en solitario o en los diferentes proyectos que participa.
Desde 2010, junto a Jerome Froese y Robert Waters, forma parte del grupo de música electrónica Loom.

## Biografía
Nacido el 9 de noviembre de 1950 en Lohne (Alemania) Schmoelling comenzó a los 8 años a tomar clases de piano y con 14 desempeñaba la labor de organista en la iglesia católica de Delmenhorst. Posteriormente su formación le derivó hacia la ingeniería de sonido, que cursó en Berlín y finalizó en 1977, tras lo que comenzó a trabajar en el teatro Schaubühne am Halleschen Ufer de Berlín.

### Tangerine Dream
Schmoelling conoció al fundador de Tangerine Dream, Edgar Froese, en 1979 en una audición para incorporarse al grupo. Era deseo de Froese y de Christopher Franke que Tangerine Dream, tras la marcha de Peter Baumann, siguiera siendo un trío y Schmoelling fue el escogido. Durante su estancia el sonido de la banda se hizo más comercial y accesible que en etapas previas y se comenzó a experimentar en técnicas de sampleado.
Su primer álbum con Tangerine Dream fue Tangram (1980) y participó con el grupo en muchos álbumes de estudio significativos como Exit (1981), White Eagle (1982) o Hyperborea (1983). También participó en la grabación de álbumes en vivo, como Logos Live (1982) y Poland: The Warsaw Concert (1984), y realizó conciertos por varios lugares del mundo. 
Finalmente cabe destacar su participación en la composición de bandas sonoras para películas como Thief (1981), Risky Business (1984), Firestarter (1984) y Legend (1986).

### En Solitario

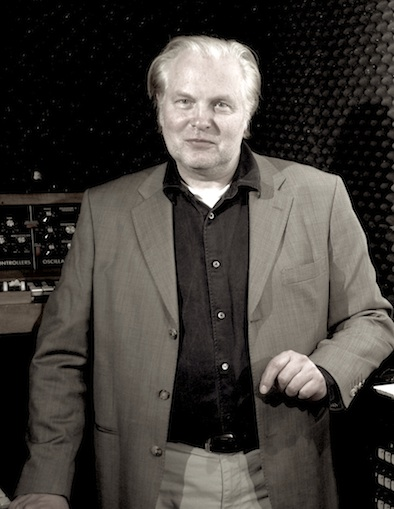
Johannes Schmoelling en 2016

En 1985 Schmoelling finaliza su relación con Tangerine Dream y comienza la edición de sus álbumes en solitario: Wuivend Riet (1986), The Zoo of Tranquility (1988) y White Out (1990). Posteriormente comienza a realizar composiciones para obras teatrales y bandas sonoras para televisión. Lieder Ohne Worte - Songs No Words (1995) es su último disco editado hasta que en el año 2000 funda su propio sello, Viktoriapark Records, cuya primera referencia es una versión extendida de White Out, por aquel entonces descatalogado, en la que colaboran Ulrich Schnauss y Robert Wässer.
Ya en el siglo XXI ha publicado discos en colaboración con Dirk Josczok, Laufen (2002), con Hubertus Von Puttkamer, Wëltmarchen - Weltmusic (2004) y con su compañero en Loom Robert Waters, The Immortal Tourist (2018). Pero también ha publicado varios álbumes en solitario: Recycle of Die (2003), Instant City (2006), Early Beginnings (2008), A Thousand Times (2009), Time And Tide (2011), A Thousand Times Part 2 (2016) y Diary Of A Common Thread (2017).

### Loom
En 2008 Schmoelling comienza una colaboración con Jerome Froese, cuyo resultado es el álbum Far Side of the Face (2012).
Con Froese, también antiguo miembro de Tangerine Dream e hijo del fundador del grupo Edgar Froese, surge la posibilidad de dar mayor continuidad a su colaboración hasta que, en 2010, nace el proyecto Loom en el que participan, además de Schmoelling y Froese, Robert Waters.
Con este grupo han publicado varias referencias como los EP 100 001 (2011), 200 002 (2013) y 300 003 (2016), un álbum en vivo titulado Scored (2012) y dos álbumes de estudio The Tree Hates The Forest (2013) y Years in Music (2016).

## Discografía
Con Tangerine Dream
- Tangram (Virgin, 1980)
- Thief (Virgin, 1981)
- Exit (Virgin, 1981)
- Quichotte (AMIGA, 1981)
- Logos Live (Virgin, 1982)
- White Eagle (Virgin, 1982)
- Hyperborea (Virgin, 1983)
- Wavelength (Original Soundtrack) (Varèse Sarabande, 1983)
- Poland (The Warsaw Concert) (Jive Electro, 1984)
- Firestarter (Music From The Original Motion Picture Soundtrack) (MCA Records, 1984)
- Flashpoint (Original Motion Picture Soundtrack) (EMI America, 1984)
- Heartbreakers (Music From The Original Motion Picture Soundtrack) (Virgin, 1985)
- Le Parc (Jive Electro, 1985)
- Legend (Music From The Motion Picture Soundtrack) (MCA Records, 1986)

En Solitario
- Wuivend Riet (Erdenklang, 1986)
- The Zoo Of Tranquillity (Theta, 1988)
- White Out (Polydor, 1990)
- Songs No Words - Lieder Ohne Worte (Erdenklang, 1995)
- Recycle Or Die (Viktoriapark, 2003)
- Instant City (Viktoriapark, 2006)
- Early Beginnings (Viktoriapark, 2008)
- A Thousand Times (Viktoriapark, 2009)
- Time And Tide (Viktoriapark, 2011)
- A Thousand Times Part 2 (Viktoriapark, 2016)
- Diary Of A Common Thread (Viktoriapark, 2017)

Colaboraciones
- Martin Burckhardt & Johannes Schmölling - Die Geschichte Der Dinge (Ein Rundgang Durch 6 Klangräume) (autopublicación, 1993)
- Martin Burckhardt & Johannes Schmölling - Der Zaubergeiger Settembrini (Deutsche Grammophon, 1994)
- Dirk Josczok Und Johannes Schmölling - Laufen (Viktoriapark, 2002)
- Hubertus Von Puttkamer und Johannes Schmölling - Weltmärchen (Viktoriapark, 2004)
- Schmoelling & Waters - The Immortal Tourist (Viktoriapark, 2018)

En Loom
- 100 001 (Moonpop, 2011)
- Scored (Live) (Viktoriapark, 2012)
- 200 002 (Viktoriapark, 2013)
- The Three Hates The Forest (Viktoriapark, 2013)
- Years in Music (Viktoriapark, 2016)
- 300 003 (Moonpop, 2016)